# Прва битка код Донголе
Прва битка код Донголе одиграла се између ране муслиманске Рашидунске војске и оријенталних православних Нубијаца из Макурије 642. године.
Битка, која је резултирала победом Макура, зауставила је арапске упаде у Нубију и створила атмосферу непријатељства између две културе која ће достићи свој врхунац током друге битке код Донголе 652. године.

## Позадина
У шестом веку, област која је некада била под доминацијом Кушког краљевства прешла је у хришћанство. Ово је укључивало краљевства Алодија, Макурија и Нобатија, која су почивала на јужној граници Египта. Више од једног века касније, ислам је ујединио Арапе у растућу војну и политичку силу до 632. године.
Године 640. војсковођа Амр ибн ел Ас је освојио византијски Египат. Да би се консолидовала муслиманска контрола над Египтом, било је неизбежно обезбедити његове западне и јужне границе. Амр је сходно томе послао експедиције у византијску северну Африку и Макуријинску Нубију.

## Битка
Године 642. Амр ибн ел Ас је послао војску од 20.000 коњаника под својим рођаком Укбом ибн Нафијем против Макурије. Успели су да дођу до Донголе, главног града Макурије. Међутим, у ретким случајевима се до тада дешавало,  даарапске снаге буду уништене.
Према историчару Ел Баладурију, муслимане су  Нубијци жестоко  напали  дочекавши их пљуском стрела. Већина арапских снага вратила се рањених и заслепљених очију. Због тога су Нубијце називали „избијачима очију“. Ел Баладури такође наводи, цитирајући један од својих извора који је ишао у Нубију два пута за време Омарове владавине: „Једног дана су изашли на нас и формирали линију; желели смо да користимо мачеве, али нисмо могли, и гађали су нас и избијали очи на број од сто педесет“.
Нубијска победа код Донголе била је један од ретких пораза Рашидунског калифата средином 7. века. Са смртоносном прецизношћу њихових стрелаца као и њиховим сопственим искусним коњичким снагама, Макурија је успела да пољуља Ел Амрово поверење које је уживао код својих ратника што је било довољно да он повуче своје снаге из Нубије.

## Арапско повлачење из Нубије
Арапски извори тврде да експедиција у Нубију није била муслимански пораз, а истовремено признају да није била успешна. Експедицију у Нубију, као и успешнију експедицију у византијску северну Африку, предузео је Амр ибн ел Ас по сопственој вољи. Веровао је да ће то бити лаке победе и да ће о томе обавестити калифа након освајања.
Арапски извори такође јасно наводе да у Нубији није било отворених битака. Ипак, они помињу сусрет када су Укба ибн Нафи и његове снаге наишле на концентрацију Нубијаца који су одмах кренули у битку пре него што су муслимани могли да нападну. У сукобу који је уследио, он тврди да је 150 муслимана изгубило очи.
Арапски извори приписују више заслуга нубијској герилској тактици него једном одлучном деловању. Они тврде да су Нубијци дозивали своје муслиманске противнике издалека питајући их где би желели да их стрелама ране. Муслимани би у шали одговарали, а стрела би их ту увек и погодила. Ова изјава, заједно са тврдњом да су нубијски коњаници били супериорнији од муслиманске коњице у тактици удари и бежи, коришћена је да подржи њихов став да их Нубијци надмашују у окршајима, а не у свеопштим биткама.
Без обзира на ситуацију, Укба ибн Нафи током своје експедијције није постигао успех и писао је свом рођаку да не може однети победу против такве тактике и да је Нубија веома сиромашна земља без блага за које се вреди борити. Укба можда није претеривао, пошто је Нубија окружена огромним пустињама. Када је примио ову вест, Амр бин ел Ас је замолио свог рођака да се повуче, што је он и учинио.

## Последице
Ел Баладури наводи да је Амр одлучио да повуче своје снаге из два разлога: јер је било мало блага (иако је Нубија била богата златом и пољопривредним производима), и због тога што се нубијска војска показала значајном. Стога се сматрало да је боље да се закључи мир. Међутим; није био вољан да престане са походом на другим местима, а мир између муслиманског Египта и првославне хришћанске Макурије се заиста материјализовао тек након сукцесије Абдулаха Ибн Сада 645. године. Овај мир ће трајати до друге битке код Донголе, чији би исход резултирао једним од најдужих мировних уговора у забележених у историји.

## Рефереце
1. 1 2 3 4 5  Ashraf, page 180
2. 1 2  Clark, page 564
3. 1 2  Jennings, page 25
4. 1 2  Lobban, page 147
5. 1 2 3  Clark, page 565
6. 1 2  Ashraf, page 181